# Peter Bartrum
Peter Clement Bartrum (ur. 4 grudnia 1907 w Hampstead, zm. 14 sierpnia 2008) – brytyjski genealog, specjalizujący się w genealogii walijskich rodów w średniowieczu.
Z wykształcenia meteorolog, pracował w zawodzie do przejścia na emeryturę w 1955 roku. Od 1929 roku prowadził badania nad genealogią walijskich rodzin w średniowieczu. Nie mając żadnych związków z Walią, nauczył się języka walijskiego. Wydał szereg średniowiecznych tekstów poświęconych genealogii razem z zestawionymi przez siebie rodowodami najpierw w ośmiotomowej Welsh Genealogies AD 300 - 1400, a później w liczącej osiemnaście tomów Welsh Genealogies AD 1400-1500. Prace Burtmana uchodzą za podstawowe opracowania dla osób naukowo zajmujących się średniowieczną Walią.
W 2006 roku Aberystwyth University rozpoczął prace nad udostępnieniem w wersji elektronicznej Welsh Genealogies Bartruma.

## Publikacje
- Early Welsh Genealogical Tracts (1966)
- Welsh Genealogies AD 300 - 1400 (1974)
- Welsh Genealogies AD 1400-1500 (1983)
- A Welsh classical dictionary: people in history and legend up to about AD 1000 (1993)